# Саженюк Боніфатій Сидорович
Боніфатій Сидорович Саженюк (17 грудня 1890 (за іншими даними — 1898), с. Надросівка, Володарський район, УРСР, СРСР — 1975) — вчений-педагог, методист, ветеран народної освіти, заслужений учитель УРСР, автор підручників та посібників для початкових класів.

## Біографія
Народився 17 грудня 1890 року в с. Надросівці (до 1945 — Казимирівка) Володарського району Київської області в селянській сім’ї.
Працював з 1910 року вчителем початкових класів Сквирського і Таращанського повіту, в селах Надросівка, Пархомівка, Каленна.
У 1917 році, коли в Сквирському повіті розпочалися революційні перетворення і значна частина шкіл припинила діяльність, Б. Саженюк повернувся в рідну Казимирівку. Він не дав селянам зруйнувати поміщицький будинок пана Годлевського, натомість відкрив у ньому школу. Керуючи народною школою у с. Казимирівка, мав можливість для широкого педагогічного експерименту. Не все вдалося реалізувати через часту зміну влади на Київщині.
Коли 1920 року на Володарщині встановилася радянська влада, школа, яку очолював Б. Саженюк, почала працювати як єдина трудова школа. Тепер це була молодша (І—ІV класи) школа. У 1932 році переїхав до Білої Церкви. Після закінчення мовно-літературного відділення Київського педінституту до 1941 року працював у Білоцерківському педтехнікумі викладачем російської мови і літератури.
На початку війни був евакуйований в Алтайський край, де завідував відділом освіти одного з районів. У 1944 році повернувся на територію України. З 1943 по 1946 рік — заступник завідувача Київського обласного відділу народної освіти. Водночас заочно навчався в Київському педінституті. З вересня 1946 року певний час очолював Київський обласний інститут удосконалення вчителів. Значну увагу приділяв науково-методичній роботі в інституті, сам систематично друкував статті у педагогічній періодиці.
Помер у 1975 році. У 10-му номері журналу «Початкова школа» був опублікований некролог.

## Науково-освітня робота
З 1955 по 1975 рік (за іншими даними — з 1950 по 1969-70) — старший редактор у видавництві «Радянська школа», розробляв питання методики початкового навчання та викладання української мови. У цей час за його редакції вийшли навчальні посібники «Буквар» (1 клас), «Українська мова» (2—4 клас), «Методика викладання української мови у педагогічних училищах». Варіант його «Букваря» для першого класу українських шкіл перевидавався майже 20 разів. Його обкладинка була використана в УРЕ для ілюстрації статті «Буквар».
Співпрацював з професорами О. М. Астряб та С. Х. Чавдаровим. Організував проведення літніх педагогічних курсів на базі педучилищ м. Ржищева, м. Білої Церкви, м. Черкас, м. Умані.

## Нагороди та вшанування
- Знак «Заслужений учитель УРСР»
- Орден Леніна (1950)
- У межах суспільно-громадського проєкту «Знай наших» планувалося встановити пам'ятник у селі Надросівка Володарського району[1].